# AB Kanthal
Kanthal AB är ett företag som grundades 1931 av Hans von Kantzow i Hallstahammar för utveckling av den av honom uppfunna legeringen Kanthal (används som motståndstråd i elektriska produkter).

## Historik
År 1938 blev bolaget dotterbolag till det närstående Bultfabriks AB i Hallstahammar. I samband med detta övertog Kanthal Bultfabrikens stålgjuteri. Verksamheten växte under 1940- och 1950-talen med dotterbolag i Italien, USA och Brasilien. En modern industri byggdes parallellt upp i Hallstahammar, som vid 1950-talets början bestod av elektrostålgjuteri, smältverk, varm- och kallvalsverk samt tråddrageri.

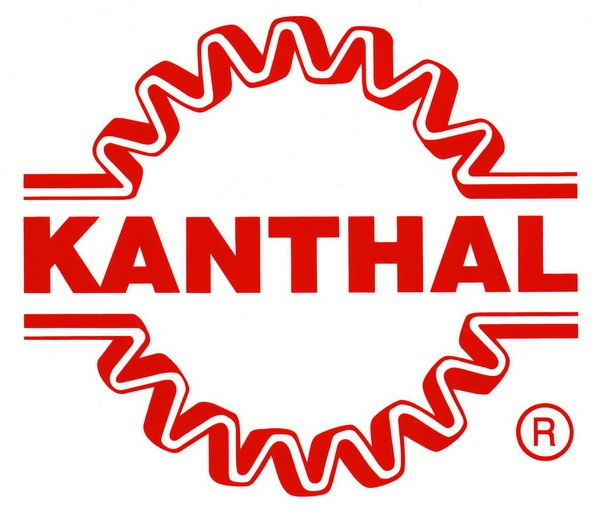
Tidigare Kanthal logotyp.

Kanthal tillverkar nu världens tunnaste ståltråd. Antalet anställda var vid den här tiden omkring 550. 1970 fusionerades Kanthal med moderbolaget för att bilda Bulten-Kanthal AB. "Kanthal", som är namnskyddat, har under åren sedan varit namnet på ett flertal olika bolag. 
1986–1991 ingick företaget i Höganäskoncernen efter att ha köpts av Lindéngruppen. 1997 förvärvades Kanthal av Sandvik AB i samband med den så kallade Trustorhärvan och var fram till 2010 ett dotterbolag till koncernen, då man omregistrerade Kanthal från aktiebolag till ett varumärke som införlivades i Sandvik Heating Technology.
I november 2016 återupptog Sandvik AB varumärket Kanthal genom att byta namn på Sandvik Heating Technology till "Kanthal - Part of Sandvik Group"